# Signmark
Signmark, artistnamn för Marko Vuoriheimo, född 26 juni 1978 i Helsingfors, är en döv finländsk rapartist. Han beskriver sin musik som party-hiphop som tar ställning. Han är född i en teckenspråkig familj. Vuoriheimo känner att samhället inte borde behandla döva som funktionsnedsatta, utan som en språklig minoritet med sin egen kultur och historia.
Debutalbumet Signmark släpptes 29 november 2006. Det består av en CD-skiva med åtta låtars soundtrack och en DVD-skiva med teckenspråkiga musikvideor.
Signmark deltog i Finlands uttagning till finalen i Eurovision Song Contest 2009 och kom, med 41,2 procent av rösterna, på andra plats efter Waldo's Peoples bidrag. 2019 visade SVT Se mitt sound, en dokumentär om Markos process för att tillsammans med svenska musikproducenter göra och skicka in ett bidrag till Melodifestivalen 2019.

## Diskografi
- Signmark (2006)
- Breaking The Rules (2010)
- Silent Shout (2014)